# B.F.W. M-20
El BFW M-20 fue un transporte civil monomotor, de ala alta (monoplano) de 10 asientos, desarrollado en la década de 1920 y principios de 1930 . Deutsche Luft Hansa AG lo utilizó en la década de 1930 en una variedad de rutas.

## Historia, diseño y desarrollo
Bayerische Flugzeug-Werke, como se la conocía inicialmente, comenzó la construcción de aviones y piezas durante la I Guerra Mundial en calidad de subcontratista. Tras finalizar la guerra se convirtió en la famosa BMW. En 1926 se estableció una nueva Bayerische Flugzeugwerke en Augsburgo; su diseñador jefe, era el ingeniero Willy Messerschmitt. Por ello estos aparatos no pueden ser denominados por su nombre ya que la firma todavía no era de su propiedad.
El M-20 diseñado por Willy Messerschmitt, principalmente para ser operado por Lufthansa, era un desarrollo del B.F.W. M-18 de ocho plazas, equipado con un motor lineal B.M.W VIa de 375 kW (500 CV) refrigerado por agua.
Estaba construido básicamente en aleación ligera y recubierto en parte también en aleación ligera y en tela; su configuración era similar en general a la del B.F.W. M-18d . El tren de aterrizaje era del tipo de patín de cola no retráctil, con patas formadas por largos vástagos telescópicos verticales sujetos en sus terminaciones superiores al larguero principal del ala.
El avión realizó su primer vuelo el 26 de febrero de 1928, pero, volando a baja altura el avión se estrelló después de que parte del revestimiento del ala se desprendiera; cuando el jefe de los pilotos de prueba de Lufthansa Hans Hackmack fue rescatado, lo encontraron muerto, en la zona que se desprendió un ala. Un segundo M-20a puesto en vuelo el 3 de agosto de 1928 se convirtió en el primero de los dos M-20a en volar con Lufthansa.
Debido a su excelente desempeño, Lufthansa solicitó doce aviones más de una versión modernizada, designada M-20b. Estos aparatos tenían capacidad para un máximo de diez pasajeros en un fuselaje más profundo con cinco ventanas de cada lado y empenaje arriostrado con montantes.

## Historia operacional
Deutsche Lufthansa pidió la entrada del servicio del M-20 en 1929 en las rutas que iban desde Suiza, (a través de Alemania) a Holanda, y desde Stuttgart, a través de Marsella a Barcelona. Desde mediados de 1930, operaron las rutas interiores de Alemania. Dos de estos modelos seguirían volando estas rutas hasta 1942.

## Versiones
- M 20a: los dos primeros aviones de ocho plazas para la Lufthansa

- M 20b: versión de 10 plazas construido para Deutsche Luft Hansa

- M 20b-2: actualización del avión con un motor BMW VI 480 kW (640 hp)

## Operadores
aviación civil alemán
 un ejemplar comprado en 1937 para VARIG

## La relación Messerschmitt-Erhard Milch
El avión hizo su vuelo inaugural el 26 de febrero de 1928, pero se perdió cuando el piloto Hans Hackmack murió; volando a baja altura el avión se estrelló después de que parte del revestimiento de una parte del ala se desprendiera. Hackmack, era el jefe del equipo además de ser un amigo cercano de Erhard Milch director general de Lufthansa y más tarde, en 1933, Milch ocupó el puesto de Secretario de Estado del recién formado Reichsluftfahrtministerium (Ministerio de Aviación del Reich), respondiendo directamente ante Hermann Göring . Sus divergencias en las causas del accidente y la supuesta ausencia de explicaciones por parte del diseñador molestó a Milch lo que provocó una notable animadversión hacia Messerschmitt. Milch anuló todos los contratos con la empresa, lo que llevó a B.F.W a la quiebra en 1931. Sin embargo, el programa de rearme alemán y la amistad de Messerschmitt con Hugo Junkers impidió el estancamiento de su carrera y de BFW, que retornó a la actividad en 1933. Milch siguió impidiendo que Messerschmitt adquiriera B.F.W. hasta 1938, razón esta por la que los primeros diseños del ingeniero llevan la denominación "Bf.
Referencia datos: Schneider, Helmut (1936). Flugzeug-Typenbuch 1936 (pdf) (en alemán) (1936 ed.). Leipzig: Herm. Beyer Verlag. pag. 13.
Enciclopedia Ilustrada de la Aviación. Edit. Delta 1982 Vol. 2 pág 494.

### Características generales
- Tripulación: 2
- Capacidad: 10
- Longitud: 14,90 m
- Envergadura: 25,50 m
- Altura: 3,75 m
- Superficie alar: 65 m²
- Peso vacío: 2600 kg
- Peso máximo al despegue: 4650 kg
- Planta motriz:  V12 de seis cilindros en línea BMW VIa.
  - Potencia: 373 kW (500 HP; 507 CV) cada uno.
- Hélices: bipala de madera y paso fijo

### Rendimiento
- Velocidad nunca excedida (Vne): 219 km/h
- Velocidad crucero (Vc): 190 km/h
- Alcance: 880 km
- Techo de vuelo: 5.500 m
- Régimen de ascenso: 1000 m en 5 min